# 眠る、眠る、眠る
「眠る、眠る、眠る」（ねむる、ねむる、ねむる）は、1990年9月1日にリリースされた河合奈保子の34枚目のシングルである。発売元は日本コロムビア。

## 概要
表題曲「眠る、眠る、眠る」はテレビ朝日系「トゥナイト」のエンディング・テーマとして使用された。
カップリングの「霧情」も、テレビ東京系「月曜・女のサスペンス」のエンディング・テーマであった。

## 収録曲
1. 眠る、眠る、眠る
作詞：麻生圭子／作曲：都志見隆／編曲：ミッキー吉野
2. 霧情
作詞：相良好章／作曲：河合奈保子／編曲：ミッキー吉野